# Confrontos entre Americano FC e Campos AA no futebol
Os Confrontos entre Americano FC e Campos no futebol constituem um clássico do futebol da cidade de Campos dos Goytacazes, situada no Estado do Rio de Janeiro, no Brasil, entre as equipes. do Americano Futebol Clube e Campos Atlético Associação.

## Confrontos entre Americano FC e Campos AA
- Data : Placar _ Competição _ Local

- 1914	:	Americano	1	x	2	Campos	_	Campeonato Campista	_	Sem registro.(1)
- 1915	:	Americano	2	x	2	Campos	_	Campeonato Campista	_	Sem registro.(1)
- 1919	:	Americano	5	x	0	Campos	_	Campeonato Campista	_	Sem registro.(1)
- 28/02/1920	:	Americano	3	x	0	Campos	_	Campeonato Campista	_	Sem registro.(2)
  - Com este resultado, o Americano conquistou o Campeonato Campista de 1919.
- 1921	:	Americano	3	x	2	Campos	_	Campeonato Campista	_	Sem registro.(1)
- 1921	:	Americano	1	x	1	Campos	_	Campeonato Campista	_	Sem registro.(1)
- 1922	:	Americano	4	x	1	Campos	_	Campeonato Campista	_	Sem registro.(1)
  - Com este resultado, o Americano conquistou o Campeonato Campista de 1922.
- 1923	:	Americano	6	x	0	Campos	_	Campeonato Campista	_	Sem registro.(1)
- 1923	:	Americano	2	x	1	Campos	_	Campeonato Campista	_	Sem registro.(1)
- 12/05/1924	:	Americano	2	x	3	Campos	_	Campeonato Campista	_	Sem registro.(2)
- 1924	:	Americano	1	x	0	Campos	_	Campeonato Campista	_	Sem registro.(1)
- 1924	:	Americano	1	x	0	Campos	_	Campeonato Campista	_	Sem registro.(1)
- 01/11/1925	:	Americano	2	x	0	Campos	_	Campeonato Campista	_	Sem registro.(2)
- 1930	:	Americano	4	x	3	Campos	_	Campeonato Campista	_	Sem registro.(1)
- 29/06/1930	:	Americano	2	x	2	Campos	_	Campeonato Campista	_	Sem registro.(2)
  - Americano: Nagib, Jarbas, Nisio, Juca, Pirão, Ninico, Gil, Ary, Ceceu, Neco e Chiquinho.
  - Campos: Augusto, Tadeu, Floriano, Risolino, George, Wandyek, Pedro, Pacafarra, Rebollo, Vivi e Canguru.
  - Gols: Rebollo, Gil, Rebollo e Ceceu.
- 16/07/1933	:	Americano	1	x	0	Campos	_	Campeonato Campista	_	Rua Rocha Leão.(2)
  - Americano: Nagib; Hélio e Amor; Alicio, Olympio e Alvinho; Miranda, Tião, Nero e Jayme(Chiquito).
  - Campos: Augusto; Roberto e Tadeu; Olavo, Neolim e Chrisolino; Alcebiades, Vasinho, Toquinho, Mandinho e Carlos.
  - Gol: Chiquito.
  - Juiz: Fernando.
- 1934	:	Americano	4	x	1	Campos	_	Campeonato Campista	_	Sem registro.(1)
- 07/10/1934	:	Americano	1	x	2	Campos	_	Campeonato Campista	_	Rua São Bento.(2)
  - Campos: Augusto; Thadeu e Salvador; Olavo, Amaro e Chrisolino; Alcebiades, Chinez, Lodinho, Zé Maria e HO.
  - Americano: Nagib; Jarbas e Heitor; Amor, Pedro e Alício; Lulú, Jorge, Poly, Cid e Polar.
  - Gols: Poly, Alcebiades e Chinez.
  - Juiz: Delcides Ribeiro.
- 1935	:	Americano	1	x	0	Campos	_	Campeonato Campista	_	Sem registro.(1)
- 11/08/1935	:	Americano	1	x	2	Campos	_	Campeonato Campista	_	Rua Rocha Leão.(2)
  - Campos: Ernandes, Reynaldo e Tadeu; Aristides, Amaro e Chrisolino; Roberto, Dinho, Cabeleira, Lodinho e Kanguru.
  - Americano:  Amaro, Degas e Eiras; Amor, Jorge e Alício; Waldyr, Pery, Poly, Polar e Chiquito(Nero).
  - Gols: Polar, Kanguru e Roberto.
  - Juiz: Oswaldo Cruz.
- 29/12/1935	:	Americano	2	x	1	Campos	_	Campeonato Campista	_	Sem registro.(2)
- 13/09/1936	:	Americano	1	x	0	Campos	_	Campeonato Campista	_	Rua Rocha Leão.(2)
- 29/11/1936	:	Americano	3	x	2	Campos	_	Campeonato Campista	_	Rua São Bento.(2)
- 1939	:	Americano	1	x	3	Campos	_	Campeonato Campista	_	Sem registro.(1)
- 1939	:	Americano	3	x	2	Campos	_	Campeonato Campista	_	Sem registro.(1)
- 26/04/1942	:	Americano	2	x	2	Campos	_	Campeonato Campista	_	Rua São Bento.(2)
  - Americano: Miro; Eduardo e Hélio; Garrafinha, Cri-Cri e Alfredo; Lima, Moraes, Boneco, 21 e Dumas.
  - Campos: Augusto; Cangurú e Manoel; Alfredo, Dedego e Cinco; Roberto, Ovilson, Zé Maria, Amarino e Arturzinho.
  - Gols: Arturzinho, Moraes, 21 e Zé Maria.
  - Juiz: Waldyr Nascife.
- 22/07/1942	:	Americano	2	x	1	Campos	_	Campeonato Campista	_	Rua São Bento.(2)
- 1944	:	Americano	4	x	1	Campos	_	Campeonato Campista	_	Sem registro.(1)
- 1946	:	Americano	4	x	0	Campos	_	Campeonato Campista	_	Sem registro.(1)
- 28/07/1946	:	Americano	1	x	4	Campos	_	Campeonato Campista	_	Sem registro.(2)
- 01/12/1946	:	Americano	7	x	2	Campos	_	Campeonato Campista	_	Sem registro.(2)
  - Com este resultado, o Americano conquistou o Campeonato Campista de 1946.
- 1947	:	Americano	6	x	0	Campos	_	Campeonato Campista	_	Sem registro.(1)
- 05/02/1947	:	Americano	1	x	1	Campos	_	Campeonato Campista	_	Sem registro.(2)
- 26/10/1947	:	Americano	2	x	0	Campos	_	Campeonato Campista	_	Sem registro.(2)
- 30/10/1949	:	Americano	4	x	0	Campos	_	Campeonato Campista	_	Sem registro.(2)
- 04/06/1950	:	Americano	2	x	1	Campos	_	Campeonato Campista	_	Sem registro.(2)
- 01/10/1950	:	Americano	3	x	1	Campos	_	Campeonato Campista	_	Sem registro.(2)
- 09/09/1951	:	Americano	2	x	1	Campos	_	Campeonato Campista	_	Sem registro.(2)
- 21/10/1951	:	Americano	3	x	2	Campos	_	Campeonato Campista	_	Sem registro.(2)
- 04/07/1953	:	Americano	1	x	0	Campos	_	Campeonato Campista	_	Sem registro.(2)
- 1954	:	Americano	3	x	3	Campos	_	Campeonato Campista	_	Sem registro.(1)
- 26/12/1954	:	Americano	2	x	2	Campos	_	Campeonato Campista	_	Sem registro.(2)
- 13/02/1955	:	Americano	2	x	1	Campos	_	Campeonato Campista	_	Godofredo Cruz.(2)
  - Americano: Alcides; Ramos e Jaime; Mário, Elcides e Newton; China, Arthur, Dino, Dede e J. Costa.
  - Campos: Onildo; Amaro e Baú; Nilson, Hélio e Artusinho; Alcedonio, Chiquinho, Pimba, Nenê e Roselino.
  - Gols: China, Pimba e J. Costa.
- 27/02/1955	:	Americano	3	x	1	Campos	_	Campeonato Campista	_	Ângelo de Carvalho.(2)
  - Gols: Artur, Robertinho, Ipojucan e Robertinho.
  - Juiz: José Carlos Pinheiro.
  - Renda: Cr$19,050,00.
  - Com este resultado, o Americano conquistou o Campeonato Campista de 1954.
- 10/07/1955	:	Americano	1	x	1	Campos	_	Campeonato Campista	_	Sem registro.(2)
- 25/03/1956	:	Americano	1	x	1	Campos	_	Seletiva para Campeonato Fluminense	_	Ary de Oliveira e Souza.(2)
  - Na prorrogação, o Americano venceu por 2x0.
- 09/09/1956	:	Americano	3	x	2	Campos	_	Campeonato Campista	_	Godofredo Cruz.(2)
  - Americano: Alcides, Marreca e Nahime; Jorge Ramos, Mário e Elcides; Chiquinho, Geraldo, China, Messias e Artur.
  - Campos: Onildo, Bau e Amaro; Ricardo, Batista e Jorge; Siaquiel, Hélio, Nilton, Ipojucan e Artur.
  - Gols: China(2), Chiquinho e Nilton.
  - Juiz: José Carlos Pinheiro.
  - Renda: Cr$5.200,00.
- 23/07/1957	:	Americano	1	x	2	Campos	_	Campeonato Campista	_	Sem registro.(2)
- 07/11/1957	:	Americano	1	x	2	Campos	_	Campeonato Campista	_	Ary de Oliveira e Souza.(2)
- 28/09/1958	:	Americano	2	x	0	Campos	_	Campeonato Campista	_	Sem registro.(2)
- 24/07/1960	:	Americano	1	x	0	Campos	_	Campeonato Campista	_	Sem registro.(2)
- 08/01/1961	:	Americano	0	x	0	Campos	_	Campeonato Campista	_	Sem registro.(2)
- 1964	:	Americano	4	x	3	Campos	_	Campeonato Campista	_	Sem registro.(1)
- 1964	:	Americano	1	x	0	Campos	_	Campeonato Campista	_	Sem registro.(1)
- 1965	:	Americano	6	x	2	Campos	_	Campeonato Campista	_	Sem registro.(1)
- 1965	:	Americano	6	x	0	Campos	_	Campeonato Campista	_	Sem registro.(1)
- 1967	:	Americano	0	x	0	Campos	_	Campeonato Campista	_	Sem registro.(1)
- 1967	:	Americano	2	x	1	Campos	_	Campeonato Campista	_	Sem registro.(1)
- 1968	:	Americano	4	x	1	Campos	_	Campeonato Campista	_	Sem registro.(1)
- 1968	:	Americano	2	x	0	Campos	_	Campeonato Campista	_	Sem registro.(1)
- 1969	:	Americano	1	x	0	Campos	_	Campeonato Campista	_	Sem registro.(1)
- 1969	:	Americano	3	x	1	Campos	_	Campeonato Campista	_	Sem registro.(1)
- 1970	:	Americano	4	x	1	Campos	_	Campeonato Campista	_	Sem registro.(1)
- 1970	:	Americano	1	x	1	Campos	_	Campeonato Campista	_	Sem registro.(1)
- 1971	:	Americano	4	x	1	Campos	_	Campeonato Campista	_	sem registro.(1)
- 1971	:	Americano	1	x	1	Campos	_	Campeonato Campista	_	Sem registro.(1)
- 1972	:	Americano	1	x	1	Campos	_	Campeonato Campista	_	Sem registro.(1)
- 13/08/1972	:	Americano	3	x	0	Campos	_	Campeonato Campista	_	Godofredo Cruz.(2)
  - Americano: Zé Amaro, Cachola, Zé Henrique, Marlindo e Joaquim; Adalberto e Capetinha; Messias(Ori), Chico(Dudu), Luís Carlos e Paulo Roberto.
  - Campos: Talvane, Pardal, Edu, Panela e Abud; Edalmo e Luís; Eli(Silvinho), Zé Rosa, Carlinhos e Chico.
  - Gols: Paulo Roberto, Adalberto e Luís Carlos.
  - Juiz: Manuel Agnelo.
  - Renda: Cr$ 763,00.
- 08/07/1973	:	Americano	3	x	1	Campos	_	Campeonato Campista	_	Ângelo de Carvalho.(2)
  - Americano: Bodoque, Cachola, Zé Henrique, Marlindo e Joaquim; Adalberto e Ico; Messias, Chiquinho, Calomeni(Osmar), Chico e Paulo Roberto(Capetinha).
  - Campos: Talvane, Beraldo, Rebite, Edalmo e Imbelone; Silvinho(Joãozinho) e Ipojucan; Lauro, Carlinhos de Ciro, Altair e Zé Rosa.
  - Gols: Chico, Adalberto, Edalmo e Chico.
  - Juiz: Ronaldo Soares Bastos.
  - Renda: Cr$ 3.788,00.
- 01/09/1973	:	Americano	1	x	1	Campos	_	Campeonato Campista	_	Ângelo de Carvalho.(2)
  - Americano: Bodoque; Joaquim, Zé Henrique, Marlindo e Capetinha; Adalberto, Ico e Messias; Chico, Calomeni(Cidinho), Osmar e Paulo Roberto.
  - Campos: Talvani, Imbeloni, Beraldi, Rebite e Ipojucan; Edalmo, Joceir e Altair(Zé Rosa); Carlinhos, Lauro e Joãozinho.
  - Gols: Paulo Roberto e Joceir.
  - Juiz: Orlando Nogueira Rodrigues.
  - Renda: Cr$ 2.000,00.
- 1974	:	Americano	2	x	1	Campos	_	Campeonato Campista	_	Sem registro.(1)
- 1974	:	Americano	2	x	2	Campos	_	Campeonato Campista	_	Sem registro.(1)
- 03/11/1974	:	Americano	3	x	0	Campos	_	Taça Cidade de Campos	_	Ary de Oliveira e Souza.(2)
  - Americano: Oliveira, Cachola, Zé Henrique, Luisinho e Capetinha; Adalberto, Ico, Messias, Tatalo, Chico e Paulo Roberto.
  - Campos: Gato Félix, Ousair(Joãozinho), Xavier, Edalmo e Gavião; Emilson, Ramon e Balula; Lauro, Calomeni(Licinho) e Zé Neto.
  - Gols: Messias, Tatalo e Paulo Roberto.
  - Edelvan Freire.
- 04/03/1975: Americano 0 x 1 Campos _ Torneio de Verão _ Ary de Oliveira e Souza. (2)
  - Campos: Gato Félix, Licinho(Caju), Xavier, Idelvan e Fernando Gavião; Emilson, Pedro Sergio e Ramon(Joãozinho); Lauro, Zé Neto e Anísio.
  - Americano: Cachola, Zé Henrique, Luisinho(Guaraci) e Capetinha; Ico, Adalberto e Paulo Roberto(Alexandre); Messias, Tatalo(João Francisco) e Chico.
  - Gol: Anísio.
  - Juiz: Manoel Agnelo.
  - Renda: Cr$ 3.821,00.
- 18/05/1975	:	Americano	1	x	1	Campos	_	Taça Cidade de Campos	_	Ary de Oliveira e Souza.(2)
  - Americano: Joelson, Paulo Cesar, Guaraci, Luisinho e Capetinha; Adalberto, Ico e Abud(Mickey); Tatalo, Chico e Messias.
  - Campos: Gato Félix, Caju, Murilo, Idelvan e Tita; Joãozinho, Emilson e Ramon(Robson), Lauro, Anísio(Pedro Sergio) e Zé Neto.
  - Gols: Chico e Pedro Sergio.
  - Juiz: Silvestre Campos Filho.
  - Renda: Cr$ 11.700,00.
- 17/07/1975	:	Americano	0	x	0	Campos	_	Campeonato Campista	_	Sem registro.(2)
- 06/08/1975	:	Americano	2	x	4	Campos	_	Amistoso	_	Godofredo Cruz.(2)
- 14/08/1975	:	Americano	1	x	2	Campos	_	Torneio Cidade de Campos	_	Sem registro.(2)
- 05/12/1975	:	Americano	1	x	1	Campos	_	Campeonato Campista	_	Godofredo Cruz.(2)
  - Americano: Bodoque, Nei Dias, Luisinho, Luís Alberto, Capetinha, Adalberto(Ico), Didinho, Luís Carlos, Dionísio, Rangel e Paulo Roberto.
  - Campos: Gato Félix, Paulo Henrique, Murilo, Idelvã, Fernando Gavião, Tita, Manuel, Neto, Calomeni(Gerson), Anísio e Emilson.
  - Gols: Ori e Dionísio.
  - Juiz: Silvestre Campos Filho.
  - Renda: Cr$ 8.916,00.
- 1977	:	Americano	0	x	0	Campos	_	Campeonato Campista	_	Sem registro.(1)
- 26/03/2016	:	Americano	2	x	1	Campos	_	Campeonato Carioca 2ªD	_	Ângelo de Carvalho.(3)
  - Campos: Bambú; Pivô, Leandro, Júnior Pagode e Tom; Jaiminho (Gilsandro), Cleiton, Gilmax e Washington (DG); Miguel e Paquetá.
  - Americano: Vander; Anderson Kunzel, Rhayne, Emerson e Noel; Espinho (Douglas), Abuda (Paulinho) e Adrianinho; Juninho (Juninho Bolt), Philip e Pimenta.
  - Juiz: Rafael Martins de Sá
  - Gols: Juninho, Adrianinho e Paquetá.
  - Público: 700 presentes (630 pagantes).
  - Renda: R$ 10.000,00.
- 25/06/2016: Campos 0 x 0 Americano – Campeonato Carioca 2ªD - Ângelo de Carvalho. (3)
  - Campos: Bambu; Vinicinho (DG), Leandro, Cleiton e Jadinho; Sanderson, Junior Pagode, Miguel e Washington (Gilmax); Anderson Manga (Patrickinho) e Vinicius Paquetá.
  - Americano: Henrique; Anderson Kunzel, Lucas Gama, Emerson e Noel; Espinho, Iuri (Yan) e Renanzinho (Felipe Canavan); Juninho, Lucas Formiga (Rodolfo) e Douglas Caé.
  - Juíz: Rodrigo Carvalhaes de Miranda.
  - Público: 630 pagantes (700 presentes).
  - Renda: R$ 10.200,00.
- 29/06/2016: Americano 1 x 3 Campos – Campeonato Carioca 2ªD - Antônio Ferreira Medeiros.(3)
  - Americano: Henrique; Anderson Künzel, Lucas Gama, Emerson e Noel (David); Espinho, Abuda (Adrianinho) e Felipe Canavan; Juninho, Lucas Formiga (Philip) e Douglas Caé.
  - Campos: Bambu; Vinicinho, Thurran, Cleiton e Maranhão; Sanderson, Jadinho e Washington; Miguel (Gilsandro), Anderson Manga (Gilmax) e Vinicius Paquetá (DG).
  - Juíz: Rodrigo Nunes de Sá.
  - Gols: Vinicius Paquetá(2), Felipe Canavan e DG.
  - Público: 550 pagantes (600 presentes).
  - Renda: R$ 10.000,00.

Fontes

## Estatísticas
- Total de jogos : 82
- Vitórias do Americano FC: 50
- Vitórias do Campos AA: 11
- Empates : 21
- Gols do Americano FC : 183
- Gols do Campos AA : 91
- Maior goleada do Americano FC : 6 a 0 em 1965, Campeonato Campista.
- Maior goleada do Campos AA : 4 a 1 em 28 de julho de 1946, Campeonato Campista.